# Спиральная галактика с перемычкой

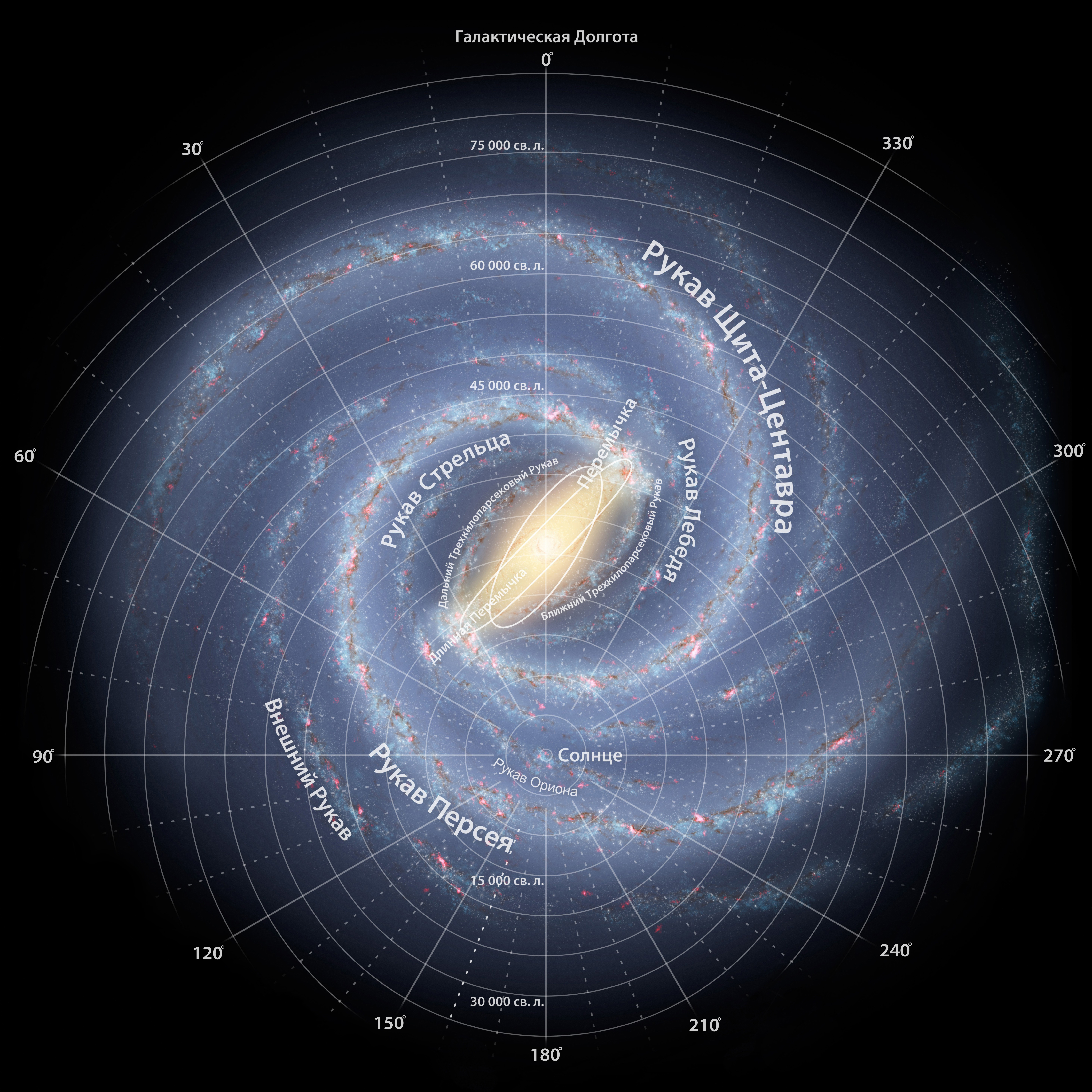
Компьютерная модель галактики Млечный Путь.

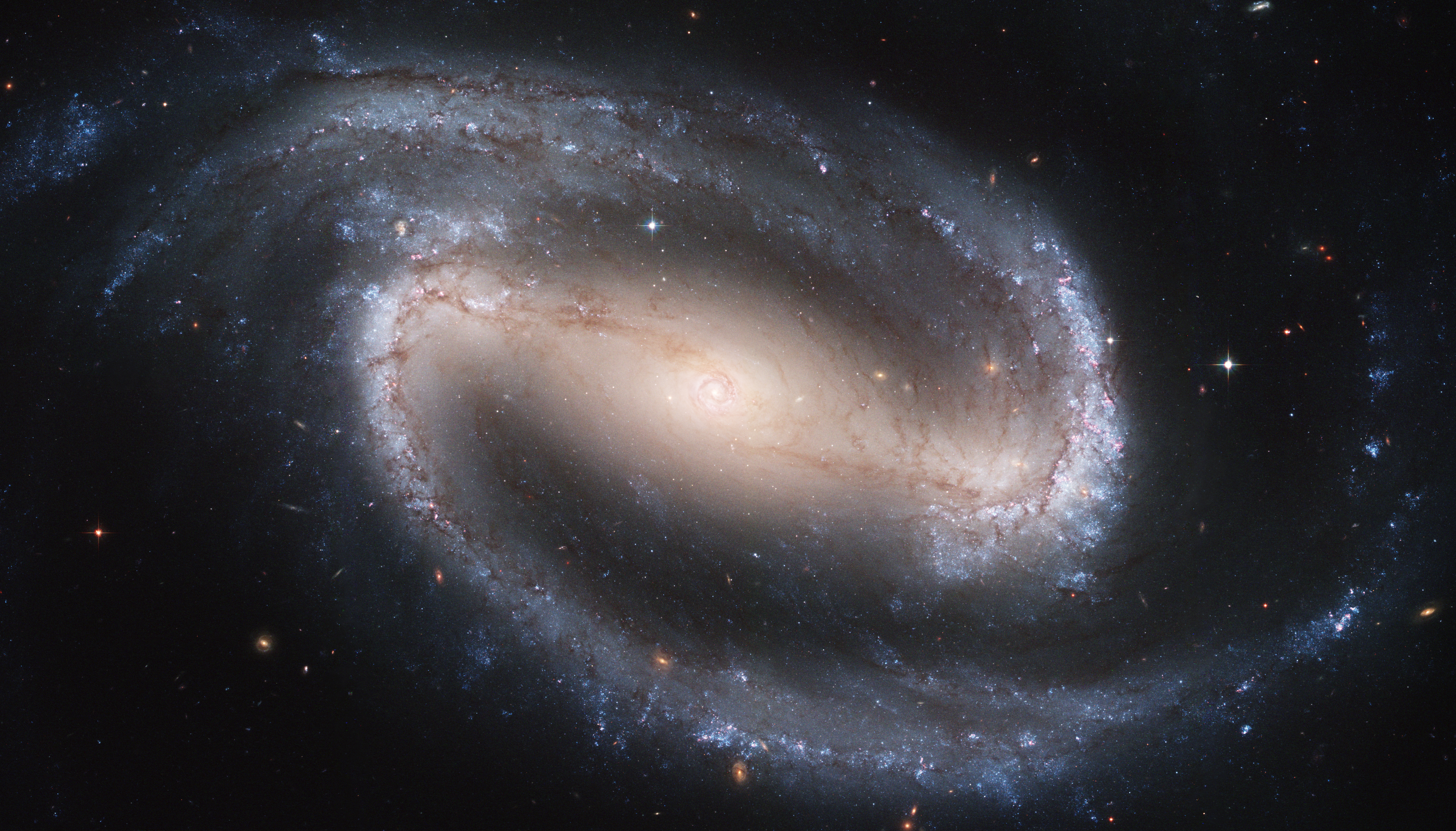
NGC 1300, пример спиральной галактики с перемычкой.

Спиральные галактики с перемычкой — спиральные галактики с перемычкой («баром») из ярких звёзд, выходящей из центра и пересекающей галактику посередине. Спиральные ветви в таких галактиках начинаются на концах перемычек, тогда как в обычных спиральных галактиках они выходят непосредственно из ядра.
В своей классификации Эдвин Хаббл типизировал такие галактики как «SB» и подразделил их на три подкатегории — в зависимости от того, насколько плотно скручены спиральные ветви. Тип SBa характеризуется наиболее плотно скрученными ветвями, тогда как у типа SBc они практически не закручены. Промежуточный тип спиральных галактик с перемычкой обозначается как SBb. Позднее, для описания некоторых неправильных спиралей с перемычкой, была введена четвёртая подкатегория — SBm. К этой подкатегории относятся Магеллановы Облака, которые ранее считались неправильными галактиками, но впоследствии обнаружили особенности структуры спиральных галактик с перемычкой.
В 2005 году, при работе с космическим телескопом Спитцер и основываясь на более ранних наблюдениях, было установлено, что Млечный Путь также следует относить к спиральным галактикам с перемычкой. Гипотеза о наличии перемычки в нашей галактике была выдвинута на основе многочисленных данных с радиотелескопов. Однако только благодаря изображениям со Спитцера, работающего в инфракрасном диапазоне, данное предположение получило твёрдое подтверждение.

## Перемычки
Спиральные галактики с перемычкой довольно многочисленны. Наблюдения показывают, что приблизительно две трети спиральных галактик имеют перемычку. По существующим гипотезам, перемычки являются очагами звездообразования, поддерживающими рождение звёзд в своих центрах. Предполагается, что посредством орбитального резонанса, они пропускают сквозь себя газ из спиральных ветвей. Этот механизм и обеспечивает приток строительного материала для рождения новых звёзд. Исходя из этой гипотезы, можно объяснить и то, почему многие спиральные галактики с перемычкой имеют активные ядра.
Появление перемычки связывают с волнами уплотнения, исходящими из центра галактики и меняющими орбиты ближайших звёзд. Этот процесс создаёт условия для дальнейшего возмущения движений звёзд, благодаря чему и возникают самоподдерживающиеся перемычки. Другой возможной причиной появления перемычек являются приливные взаимодействия галактик.
Вероятно, перемычки являются временным явлением в жизни спиральных галактик. Постепенно перемычка разрушается, и галактика превращается из спиральной с перемычкой в обычную спираль. Долговечность перемычки определяется её массой. Спиральные галактики с перемычкой, собравшие в своём центре большое количество материи, имеют короткие высокостабильные перемычки. Исходя из того, что многие спиральные галактики имеют перемычку, можно сделать вывод о важности этого этапа в эволюции спиральной галактики.

## Балджи
В процессе изучения ядра Млечного Пути учёные обнаружили, что балдж нашей галактики имеет вытянутую форму. Это натолкнуло на мысль о том, что все галактики с перемычками имеют вытянутый балдж. При наблюдении удалённых спиральных галактик, ось вращения которых перпендикулярна оси зрения, то есть тогда, когда галактика повёрнута к нам ребром, вытянутость балджа может быть легко обнаружена. Это позволяет легко отнести подобную галактику либо к обычной спирали, либо к спирали с перемычкой.

## Примеры
| Название | Тип | Созвездие         |
| -------- | --- | ----------------- |
| M58      | SBc | Дева              |
| M91      | SBb | Волосы Вероники   |
| M109     | SBb | Большая Медведица |